# Margaret Brown
Margaret "Molly" Brown (bolj znana pod vzdevkom "nepotopljiva Molly Brown"), ameriška socialistka in milijonarka, * 18. julij 1867, Hannibal, Missouri, ZDA, † 26. oktober 1932, New York City, ZDA. 
Brownova je bila ena od preživelih potnikov ladje RMS Titanic. Zaman je posadko v reševalnem čolnu št. 6 prepričevala, da se vrnejo na kraj potopa rešiti plavalce v vodi. Njeni prijatelji so jo v času njenega življenja klicali "Maggie", toda tudi njeni organizatorji njenega pogreba so jo imenovali "nepotopljiva Molly Brown". Posvečena ji je bila glasba iz Broadwaya iz leta 1960, ki temelji na njenem življenju in filmski priredbi iz leta 1964, ki sta obe imeli naslov Nepotopljiva Molly Brown. 